# Roger Frey

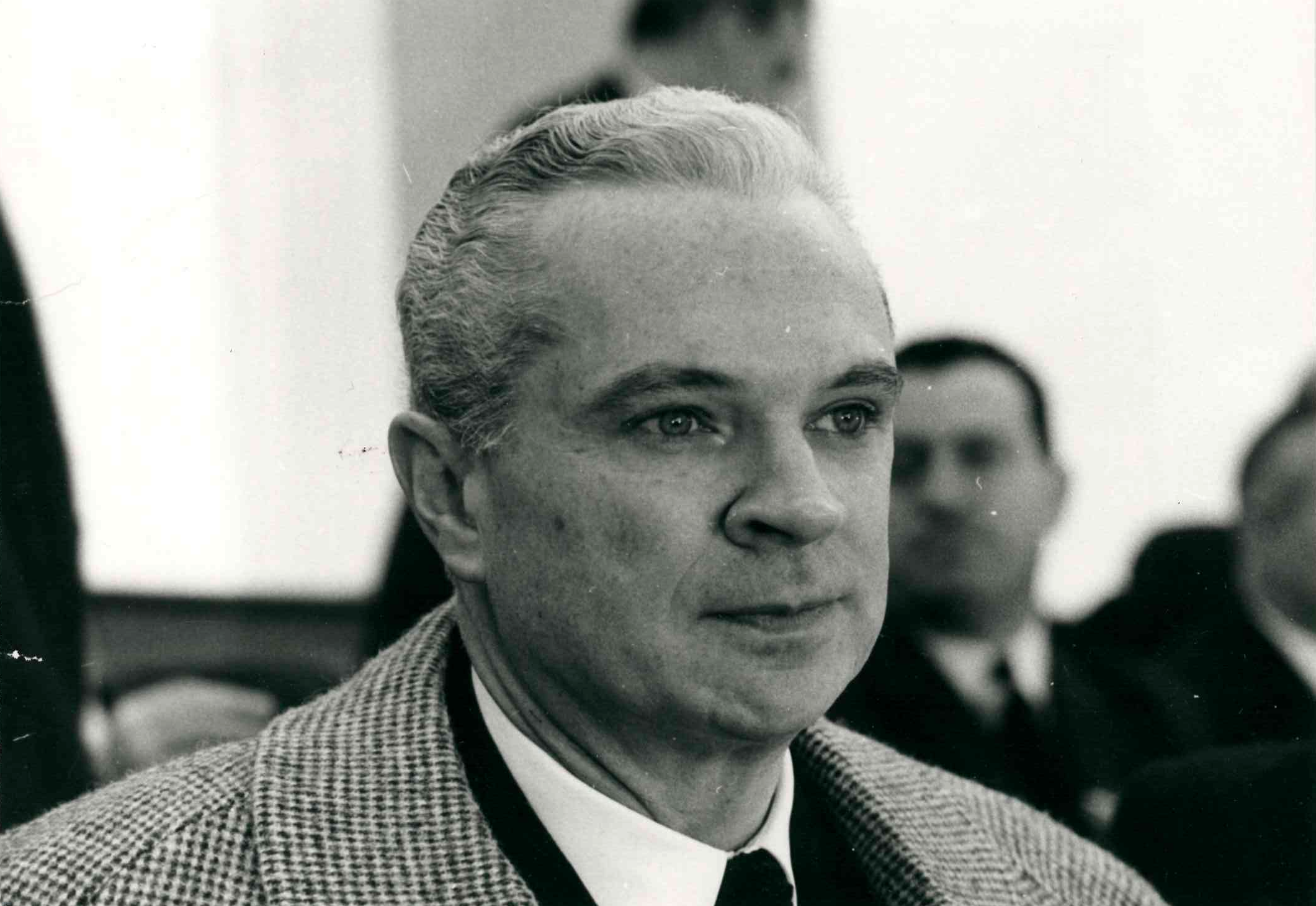

Roger Frey (* 11. Juni 1913 in Nouméa, Neukaledonien; † 13. September 1997 in Neuilly-sur-Seine, Département Hauts-de-Seine) war ein französischer Politiker der Union pour la Nouvelle République (UNR), der Mitglied der Nationalversammlung sowie mehrmals Minister war. Während seiner Amtszeit als Innenminister kam es am 8. Februar 1962 zum Massaker in der Metrostation Charonne, bei dem neun Personen ums Leben kamen. Er war zwischen 1974 und 1983 Präsident des Conseil constitutionnel, des Verfassungsgerichts von Frankreich.

## Leben

### Berufliche Laufbahn und politische Laufbahn in der Vierten Republik
Frey, dessen Vater François Frey Generalinspekteur des metallurgischen Unternehmens Société Le Nickel war, absolvierte seine schulische Ausbildung am Collège Stanislas in Paris. Zwischen 1936 und 1939 war er Leiter des familiären Nickel-Betriebes in Neukaledonien. 1940 trat er den von Charles de Gaulle gegründeten Forces françaises libres (FFF) bei und engagierte sich in deren Pazifik-Bataillon. Er war Delegierter bei einer Mission zu US-General Douglas MacArthur und nahm auch an Kampfhandlungen in Deutschland und Österreich teil sowie an einer Mission in China bei Mao Zedong und Zhou Enlai.
1947 trat Frey dem von de Gaulle gegründeten Rassemblement du peuple français (RPF) bei und wurde zunächst Mitglied des Direktionskomitees sowie 1951 Schatzmeister dieser gaullistischen Partei. 1952 wurde er ferner Mitglied der Versammlung der Union française, eine 1946 gegründete Organisation, die das Ziel hatte, das französische Kolonialreich nach dem Vorbild des britischen Commonwealth of Nations umzugestalten. 1955 wurde er Generalsekretär der aus dem RPF hervorgegangenen Union des républicains d'action sociale (URAS). In den folgenden Jahren wurde er enger Mitarbeiter von Jacques Soustelle und beteiligte sich aktiv nach dem Militärputsch in Algerien vom 13. Mai 1958 und der daraus entstandenen Maikrise an der Vorbereitung zur Rückkehr de Gaulles an die Macht. Zu dieser Zeit wurde er auch Mitglied des Konsultativen Verfassungskomitees (Comité consultatif constitutionnel) sowie Kabinettsattaché von Informationsminister Soustelle.
Frey war auch von 1958 bis 1959 der erste Generalsekretär der Union pour la Nouvelle République (UNR). Als solcher etablierte er eine Investiturkommission zur Auswahl der von der Partei aufgestellten Kandidaten für staatliche Wahlen. Die Tradition einer Investiturkommission hat sich bis heute bei den Nachfolgeparteien der UNR erhalten; Les Républicains haben eine in der Satzung verankerte Investiturkommission, die für die Auswahl der Kandidaten für alle Wahlen außer Kommunalwahlen in kleinen Gemeinden zuständig ist.

### Fünfte Republik

#### Innenminister und das Massaker in der Metrostation Charonne

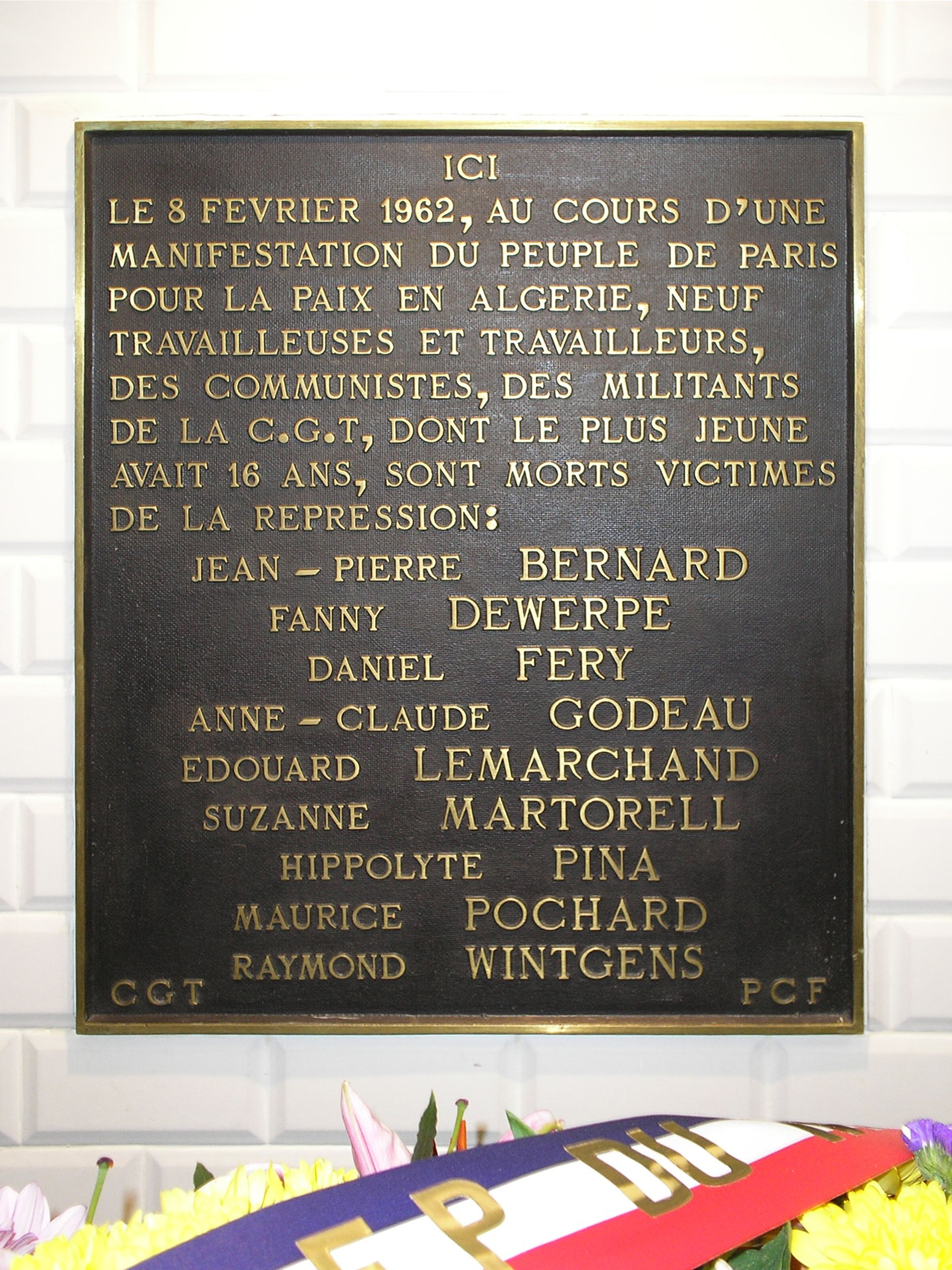
Gedenktafel an das Massaker in der Metrostation Charonne

Nach der Gründung der Fünften Republik am 5. Oktober 1958 wurde Frey am 8. Januar 1959 von Premierminister Michel Debré in dessen Kabinett berufen und übernahm zunächst selbst das Amt des Informationsministers (Ministre de l’Information) sowie anschließend im Rahmen einer Kabinettsumbildung am 5. Februar 1960 das Amt eines Beigeordneten Ministers beim Premierminister (Ministre délégué près le Premier Ministre).
Bei einer neuerlichen Regierungsumbildung wurde Frey am 6. Mai 1961 von Premierminister Debré als Nachfolger von Pierre Chatenet Innenminister (Ministre de l’Intérieur). Dieses Ministeramt bekleidete er im Kabinett Debré sowie in der darauf folgenden ersten, zweiten und dritten Regierung von Premierminister Georges Pompidou bis zum 6. April 1967.
Während seiner Amtszeit als Innenminister kam es am 8. Februar 1962 am Rande einer Demonstration gegen den Algerienkrieg zum Massaker in der Metrostation Charonne, bei dem neun Personen ums Leben kamen. Maurice Papon, damals Polizeipräfekt von Paris, hatte im Einverständnis mit Innenminister Frey und Präsident de Gaulle den Befehl gegeben, die Demonstration zu verhindern und aufzulösen. Ein Teil der Menge floh in die Metrostation Charonne. Mehrere Personen fielen auf den Eingangstreppen und wurden von der Menge erdrückt, andere wurden, durch von der Polizei geworfenen Metallgitter, erschlagen. Es gab acht Tote und einen Schwerverletzten, der später im Krankenhaus starb. Am 12. Juni 1963 besuchte er als Innenminister zusammen mit Präsident de Gaulle und Informationsminister Alain Peyrefitte das Mémorial de la Résistance, eine Gedenkstätte und zugleich Nationalfriedhof in der französischen Gemeinde Chasseneuil-sur-Bonnieure, die nach dem Ende des Zweiten Weltkrieges in Gedenken an die mehr als eintausend gefallenen Résistance-Kämpfer aus den Departements Charente und Charente-Maritime errichtet wurde.

#### Mitglied der Nationalversammlung und Staatsminister
Bei den Wahlen vom 18. November 1962 wurde Frey als Kandidat der UNR-UDT (Union pour la Nouvelle République) erstmals zum Mitglied der Nationalversammlung gewählt und vertrat zunächst bis zum 6. Januar 1963 das Département Seine. Am 12. März 1967 wurde er abermals zum Mitglied der Nationalversammlung gewählt und vertrat nunmehr für die Union des Démocrates pour la Ve République (UDR) die Interessen des elften Wahlbezirk von Paris, wobei er auch diesmal aufgrund seines Ministeramtes das Mandat am 7. Mai 1967 ruhen ließ. Bereits am 7. April 1967 wurde Frey von Premierminister Pompidou in dessen viertes Kabinett berufen und übernahm in diesem bis zum 31. Mai 1968 das Amt des Staatsministers für die Beziehungen zum Parlament (Ministre d’État chargé des relations avec le Parlement).
Am 30. Juni 1968 wurde er für die Union des démocrates pour la République (UDR) für Paris wieder zum Mitglied der Nationalversammlung gewählt und legte aufgrund seines Ministeramtes das Mandat am 12. August 1968 wieder nieder. Kurz zuvor war er am 12. Juli 1968 von Premierminister Maurice Couve de Murville wieder zum Staatsminister für die Beziehungen zum Parlament in dessen Regierung ernannt worden und übte dieses Ministeramt auch im Kabinett von dessen Nachfolger Jacques Chaban-Delmas bis zum 7. Januar 1971 aus. Am 7. Januar 1971 wurde dieses Ministeramt abgeschafft und stattdessen fungierte Frey vom 7. Januar 1971 bis zum 5. Juli 1972 im Kabinett Chaban-Delmas als Staatsminister für Verwaltungsreformen (Ministre d’État, chargé des réformes administratives).

### Präsident des Conseil constitutionnel
Bei den Wahlen vom 11. März 1973 wurde Frey abermals für die UDR im elften Wahlbezirk von Paris zum Mitglied der Nationalversammlung gewählt und legte sein Mandat am 4. März 1974 nieder. Während dieser Legislaturperiode war er Vorsitzender der Fraktion der UDR sowie nacheinander erst Mitglied des Ausschusses für Verfassungsrecht, Gesetzgebung und allgemeine Verwaltung der Republik (Commission des lois constitutionnelles, de la législation et de l’administration générale de la République), des Ausschusses für Kultur, Familie und Soziales (Commission des affaires culturelles, familiales et sociales) sowie zuletzt des Auswärtigen Ausschusses (Commission des affaires étrangères).
Grund für die Niederlegung seines Abgeordnetenmandats war die Ernennung zum Mitglied des Conseil constitutionnel, des Verfassungsgerichts von Frankreich, am 23. Februar 1974. Zwei Tage später wurde er als Nachfolger von Gaston Palewski zum Präsidenten des Court constitutionel berufen. Diese Funktion bekleidete er neun Jahre lang, ehe er 1993 von Daniel Mayer abgelöst wurde.
Frey ist der Großvater des Regisseurs und Drehbuchautor Xavier Giannoli, ein Sohn seiner Tochter Marianne Frey und des Journalisten Paul Giannoli.